# El Hombre de Hierro (estatua budista)
El Hombre de Hierro es una estatua tibetana de Vaiśravaṇa de 24 centímetros y 10 kilos hecha a partir de un meteorito de hierro con una inusual cantidad de ataxita. Fue tallado sobre el año 1.000, de un meteorito que cayó a la Tierra unos 15.000 años atrás.
 La estatua fue adquirida por la expedición al Tíbet de Ernst Schäfer en los años 1930, y tras el final de la guerra estuvo en una colección privada hasta que fue subastada en 2007. El vientre de la estatua lleva una esvástica budista (rotada 45 grados).

## Análisis
Se ha datado en la época del meteorito metálico que cayó cerca del este de Siberia y Mongolia hace entre 10.000 y 20.000 años. El investigador que había determinado la composición de la estatua ha dicho: "Si estamos en lo cierto acerca de que fue hecho en la cultura Bön en el siglo XI, es absolutamente inestimable y absolutamente única en el mundo."